# Pieve di Santa Mustiola (Torri)
Il monastero della Santissima Trinità e Santa Mustiola, noto più semplicemente come pieve di Santa Mustiola, è un edificio sacro che si trova a Torri nel comune di Sovicille, in provincia di Siena.

## Storia e descrizione
Il monastero è ricordato fin dal 1070 come abbazia della Congregazione vallombrosana. La chiesa fu rinnovata nel XIII secolo, conservando l'impianto a unica navata con copertura lignea. Caratteri gotici sono visibili nel lato meridionale, dove si apre un bel portale con arco a sesto acuto e un architrave riccamente scolpito.
Di grandissimo interesse è il chiostro, l'unico in Toscana ad avere conservato integri i caratteri romanici, nonostante la costruzione di due ordini superiori nel XIV e XV secolo. La parte romanica è articolata su undici arcate per ogni lato, sostenute da esili colonnette che sostengono capitelli riccamente scolpiti con motivi vegetali, al di sopra dei quali sono pulvini a gruccia ornati da motivi geometrici e nastri intrecciati, il tutto all'insegna di un'elegante tricromia, attuata con materiali lapidei bianchi, rosati e neri. Nella chiesa si conserva l'altare maggiore romanico in pietra e una tavola di Luca di Tommè raffigurante la Madonna col Bambino.

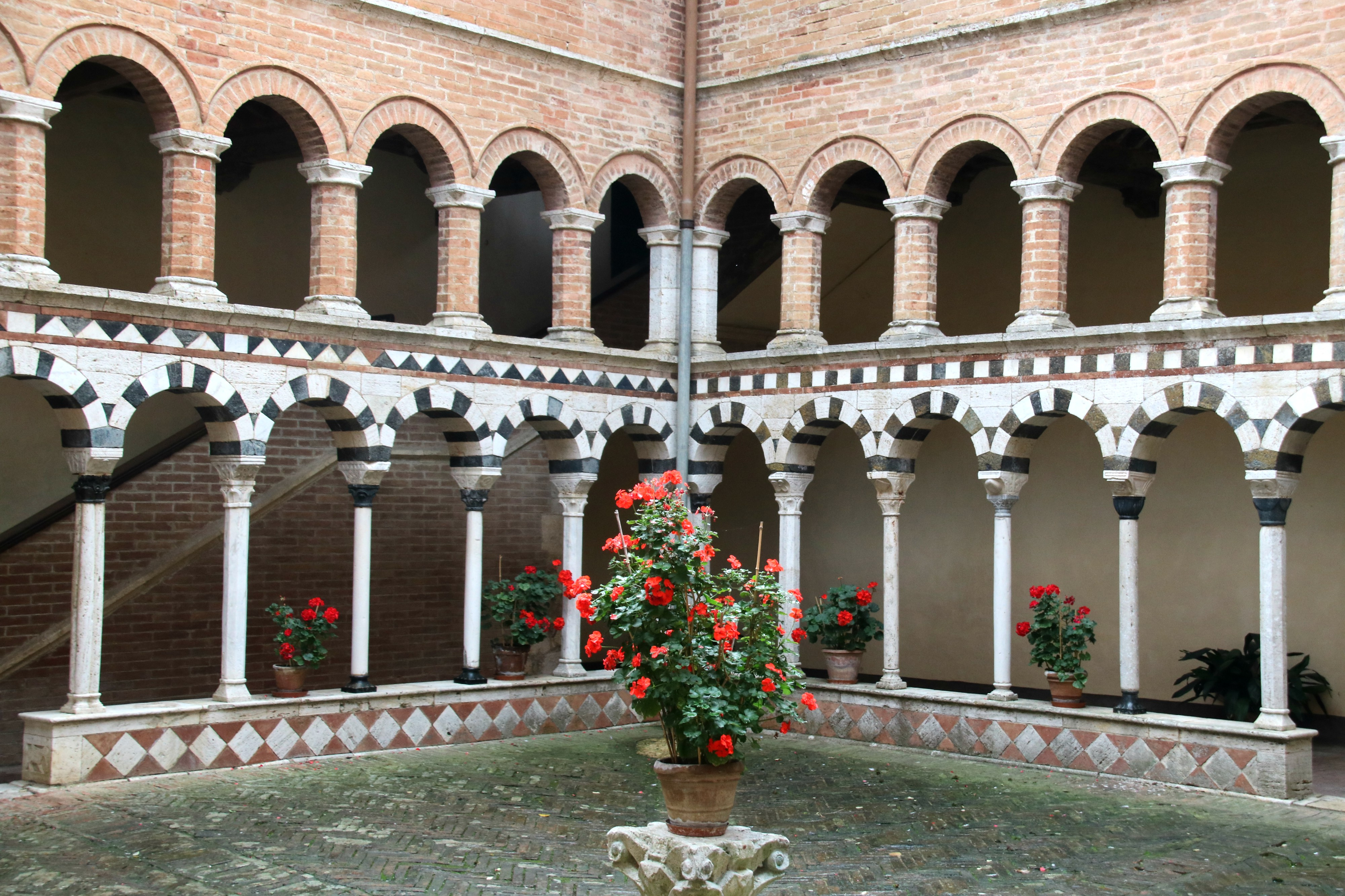
Il chiostro